# Savè

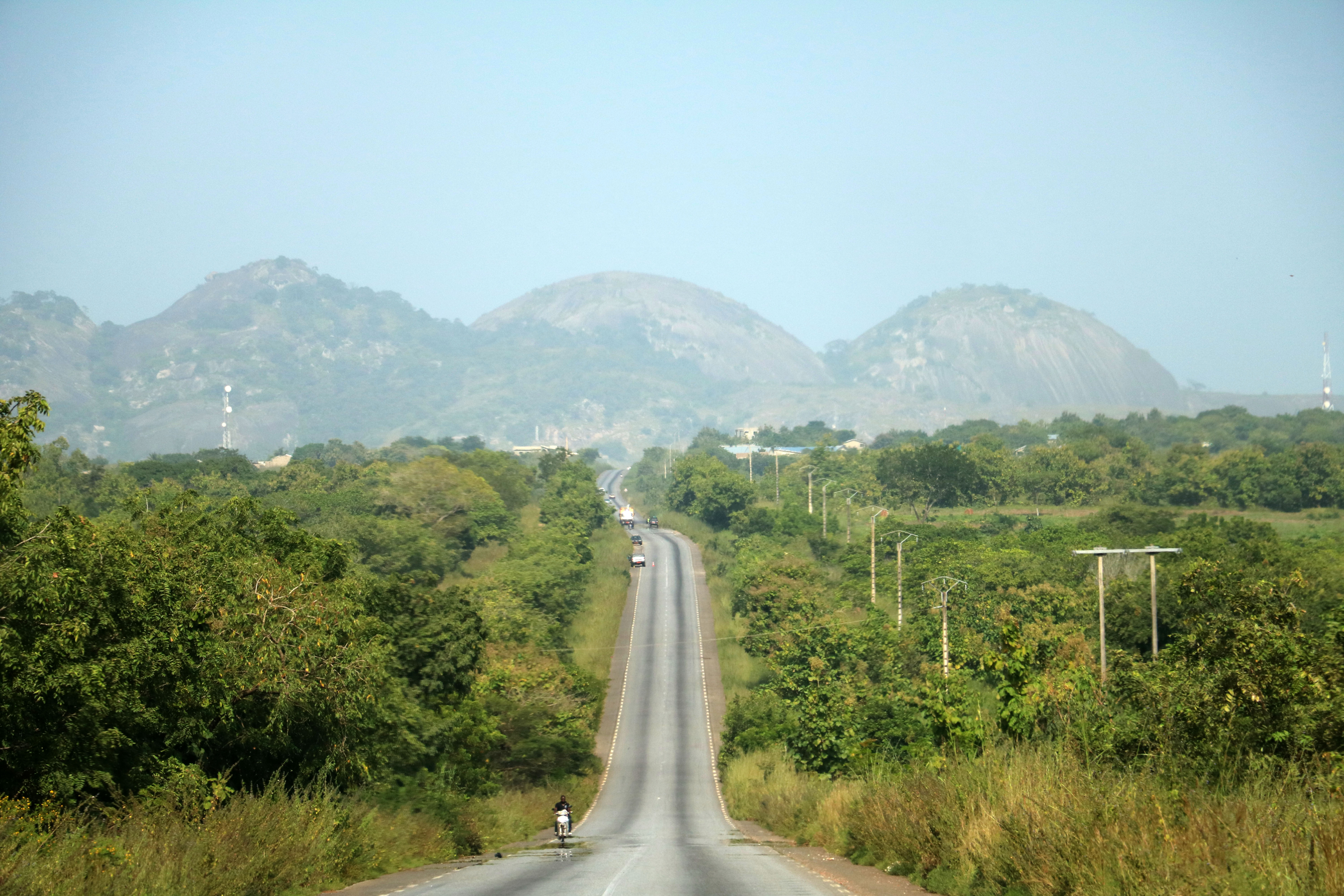
Savè

Savè es una comuna beninesa perteneciente al departamento de Collines.
En 2013 la comuna tenía una población de 87 177 habitantes.
Se ubica en el cruce de las carreteras RNIE2 y RNIE5, unos 50 km al este de Savalou. Su territorio es fronterizo por el este con los estados nigerianos de Oyo y Ogun.

## Subdivisiones
Comprende los siguientes arrondissements:
- Adido
- Bèssè
- Boni
- Kaboua
- Ofè
- Okpara
- Plateau
- Sakin